# Wilhelm Roscher
Georg Friedrich Wilhelm Roscher (21. října 1817, Hannover – 4. června 1894, Lipsko) byl německý ekonom, zakladatel německé historické školy.

## Životopis
Pocházel z hannoverské úřednické rodiny, jejíž členové po generace sloužili v armádě nebo v civilních úřadech. Jeho otec, Conrad August Roscher, který byl vrchním soudním radou na ministerstvu spravedlnosti Hannoverského království, zemřel již roku 1827. Roscher navštěvoval lyceum v Hannoveru, po němž nastoupil na univerzitu v Göttingenu, kde studoval historické vědy. K jeho tamějším profesorům patřili historici Friedrich Christoph Dahlmann, Georg Gottfried Gervinus a Karl Otfried Müller. V Göttingenu také v roce 1838 promoval. Po dalších studiích na Berlínské univerzitě získal roku 1844 profesuru v Göttingenu a v roce 1848 v Lipsku.

## Dílo
- De historicae doctrinae apud sophistas majores vestigiis, 1838
- Leben, Werk und Zeitalter des Thukydides, 1842
- Grundriß zu Vorlesungen über die Staatswirthschaft. Nach geschichtlicher Methode, 1843 (Náčrt politické ekonomie z hlediska historické metody)
- Zur Lehre von den Absatzkrisen, 1849; modif. 1861
- System der Volkswirthschaft, 5 Bände, 1854ff. (Základy národní ekonomie)
- Geschichte der Nationaloekonomik in Deutschland, 1874
- Geistliche Gedanken eines Nationalökonomen, 1896